# Нормативная экономическая теория
Нормативная экономическая теория — теория, которая способна не только объяснить экономические явления и события, но призвана, прежде всего, способствовать выработке экономической политики, необходимого образа действий, принятию рациональных решений. Нормативная теория даёт конкретные рекомендации правительству, руководителям предприятий, фирм, как необходимо действовать в складывающейся экономической ситуации.

## Определение
Нормативная экономическая теория — теория, которая способна не только объяснить экономические явления и события, но призвана, прежде всего, способствовать выработке экономической политики, необходимого образа действий, принятию рациональных решений. Нормативная теория должна давать конкретные рекомендации правительству, руководителям предприятий, как необходимо действовать в складывающейся экономической ситуации.

## Отличия от позитивной экономической теории
Большей частью экономическая теория объясняет, как функционирует экономика, как общество решает ключевые экономические задачи. Она описывает, анализирует, но не дает рекомендаций. Подобный подход называют позитивным, а аналитическую часть экономической теории - позитивной экономической теорией. Так, позитивным утверждением является: «объем производства товаров и услуг сократился на 45%», а нормативное утверждение — «объём производства следует увеличить».
В отличие от позитивной нормативная экономическая теория даёт рекомендации, рецепты действий; определяет, какие конкретные условия или аспекты экономики желательны или нежелательны; даёт оценочное утверждение «что должно быть». Естественно, что это та часть экономической теории, которая вызывает наибольшие споры среди экономистов. Как только в утверждении возникают слова «должно» или «следует», с большой уверенностью можно говорить, что перед нами нормативное утверждение.

## Что охватывает нормативная экономика
Нормативная экономика охватывает моральные и стоимостные оценки экономических явлений и процессов, руководствуясь знанием позитивной экономики. Позитивная экономика занимается познанием и действием экономических законов, тогда как нормативная экономика — их использованием.